# Casa lui Eorl
În lumea ficțională a Pământului de Mijloc creată de către J.R.R. Tolkien, din Casa lui Eorl făceau parte descendenții lui Eorl cel Tânăr primul rege al Rohanului.
- Eorl cel Tânăr                               * Prima Linie

```
        |                                           † A doua Linie
     *
Brego
                                         ‡ A treia Linie
   _____|___________________________________________________
  |           |                                             |

Baldor
     *
Aldor
                                        
Éofor

     _________|__                                           |
    |            |                                          |
3 fiice       *
Fréa
                                         ?
                 |                                          |
            *
Fréawine
                                       ?
                 |                                          |
            *
Goldwine
                                       ?
                 |                                          |
              *
Déor
                                         ?
                 |                                          |
              *
Gram
                                         ?
         ________|_______                                   |
        |                |                                  |
*
Helm Mâna-Ciocan
       
Hilda
                               ?
                         |                                  |
                †
Fréalaf, fiul Hildei
                       ?
                         |                                  |
                   †
Brytta Léofa
                            ?
                         |                                  |
                      †
Walda
                                ?
                         |                                  |
                      †
Folca
                                ?
                         |                                  |
                     †
Folcwine
                              ?
         ________________|______________                    |
        |          |        |           |                   |
     
Fastred
    
Folcred
   o fiică   †
Fengel
                 ?_____________
                                  ______|______                           |
                                 |             |                          |
                           2 fiice    †
Thengel
 = 
Morwen Steelsheen
        ?
         __________________________________________|____________          |
        |            |                    |                     |         |
     o fiică   †
Théoden
 = 
Elfhild
    2 fiice              
Théodwyn
 = 
Éomund
  
                         |                                           |
                     
Théodred
                                        |
                              _______________________________________|
                             |                                    |
               
Lothiriel
 = ‡
Éomer
                     
Faramir
 = 
Éowyn

                         |                                    |
                     ‡
Elfwine
                              
Elboron

                                                              |
                                                           
Barahir
```